# کودک نوپا

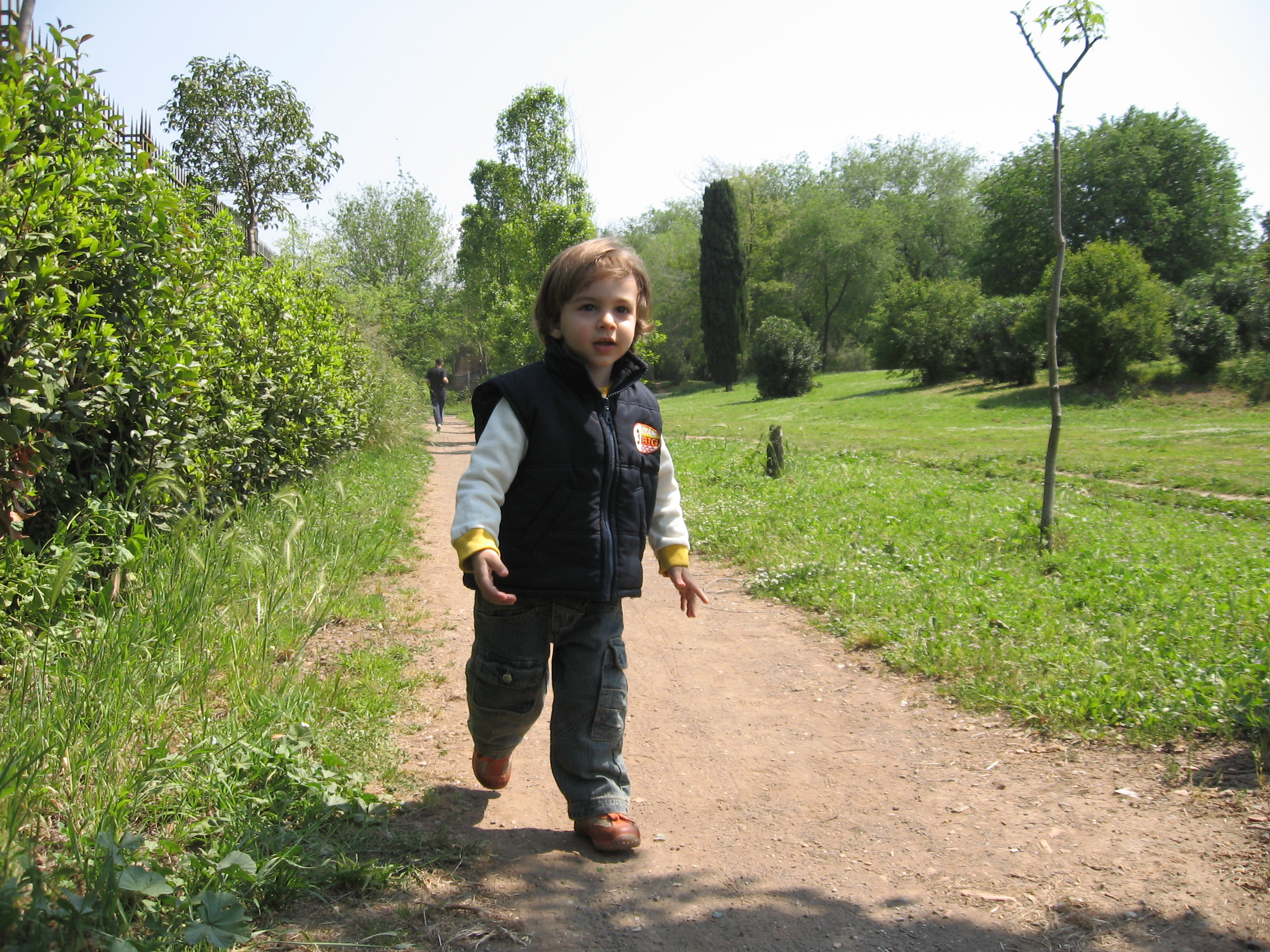
یک پسر نوپا

کودک نوپا (به انگلیسی: Toddler) به کودکی گفته می‌شود که در سنین آموختن راه رفتن است. نوپایان معمولاً در سنین دوازده تا ۲۴ ماه هستند. دوره نوپایی در انسان در میان دوره‌های نوزادی (تا ۱۸ ماهه) و نوباوگی (۲ تا ۵ ساله) قرار دارد.
کودکان در دوره نوپایی در مورد نقش‌های اجتماعی، مهارت‌های حرکتی، و آغاز استفاده از قدرت زبان چیزهای زیادی می‌آموزند.
بیشتر کودکان در دوره نوپایی به استفاده از توالت عادت می‌کنند.
نوپاها معمولاً از دوازده‌ماهگی اولین واژه‌ها را بیان می‌کنند. در سن هیجده‌ماهگی نوپاها معمولاً در حدود ۵۰ واژه می‌دانند. در ۲۱ ماهگی اولین جمله‌ها از کودک شنیده می‌شود.
عقب ماندن یک نوپا در مهارت‌های نام‌برده لزوماً به معنای اختلال در رشد کودک نیست.